# 约瑟夫·利克莱德
约瑟夫·利克莱德（英語：J. C. R. Licklider，1915年3月11日—1990年6月26日），是美国心理学家和计算机科学家，被认为是计算机科学和通用计算机历史上最重要的人物之一。
他是最早预见到现代交互计算及其在各种应用的人之一；也是互联网的先驱，早在全球计算机网络建成之前，就有了这样的远见。他为此做了大量工作，资助了很多研究，包括当今标准图形用户界面，以及互联网的直接前身阿帕网。
他被称为“计算机界的约翰·查普曼”，因为他在数字时代播下了计算的种子；施乐帕洛阿尔托研究中心计算机科学实验室和数字设备公司系统研究中心的创始人罗伯特·泰勒指出，“计算机技术的大部分重大进步——包括我的团队在施乐帕洛阿尔托研究中心所做的工作——仅仅是对利克设想的推断。他们并不是自己的新愿景。所以他是这一切的起点”。

## 传记
1915年3月11日，利克莱德出生于美国密苏里州圣路易斯。他是浸信会牧师约瑟夫·帕伦·利克利德和玛格丽特·罗贝特·利克利德的独子。尽管他父亲有宗教背景，但他并不信教。
他在圣路易斯华盛顿大学学习，1937年获得物理学、数学和心理学三个专业的学士学位，1938年获得了心理学硕士学位。他于1942年获得罗彻斯特大学心理声学博士学位。此后，从1943年到1950年，他在哈佛大学担任心理声学实验室的研究员和讲师。
他开始对信息技术感兴趣，并于1950年以副教授的身份来到麻省理工学院，在那里他加入了一个委员会，该委员会建立了林肯實驗室和一个针对工程学生的心理学项目。在麻省理工学院的时候，利克莱德作为人体工学研究小组的组长参与了贤者项目（半自动地面防空系统）。
1957年，他获得了工程心理学家协会颁发的富兰克林·V·泰勒。1958年，他被选为美国声学学会主席，并于1990年获得联邦杰出贡献奖。利克莱德离开麻省理工学院，成为BBN科技公司的副总裁；在那里，他买了第一批生产的PDP-1电脑，并首次公开展示分时系统。
1962年10月，利克莱德被任命为ARPA信息处理技术办公室主任，这一任命一直持续到1964年7月。1963年4月，他给同事们发了一份备忘录，概述了使用当时的软件建立分时计算机网络所面临的早期挑战。最终，他的设想导致了阿帕网，今天互联网的前身。
从1964年到1967年，利克莱德在位于纽约约克镇高地的IBM的托马斯.J.沃森研究中心担任信息科学、系统和应用的经理，1968年，他作为电气工程教授重新加入麻省理工学院。在此期间，他一直担任Project MAC的主任，直到1970年。Project MAC已经产生了第一个计算机分时系统，CTSS，以及随着Multics的发展而产生的第一个在线系统。Multics为1970年肯·汤普逊和丹尼斯·里奇在贝尔实验室开发的Unix操作系统的一些元素提供了灵感。
在第二次担任信息处理技术办公室主任后（1974-1975年），他被调到了麻省理工学院的的计算机科学实验室，他在那里度过了余生。1979年，他是Infocom的创始人之一，该公司以互动小说电脑游戏闻名。他于1985年退休，成为名誉教授。他于1990年在马萨诸塞州的阿灵顿去世，他的骨灰被安葬在奥本山公墓。

## 工作

### 心理声学
在心理声学领域，利克莱德最为人所知的是他在1951年发表的一篇论文《Duplex Theory of Pitch Perception》，这篇论文被引用了数百次，并在1979年的一本书中被重印，奠定了现代音高感知模型的基础。

### 贤者系统

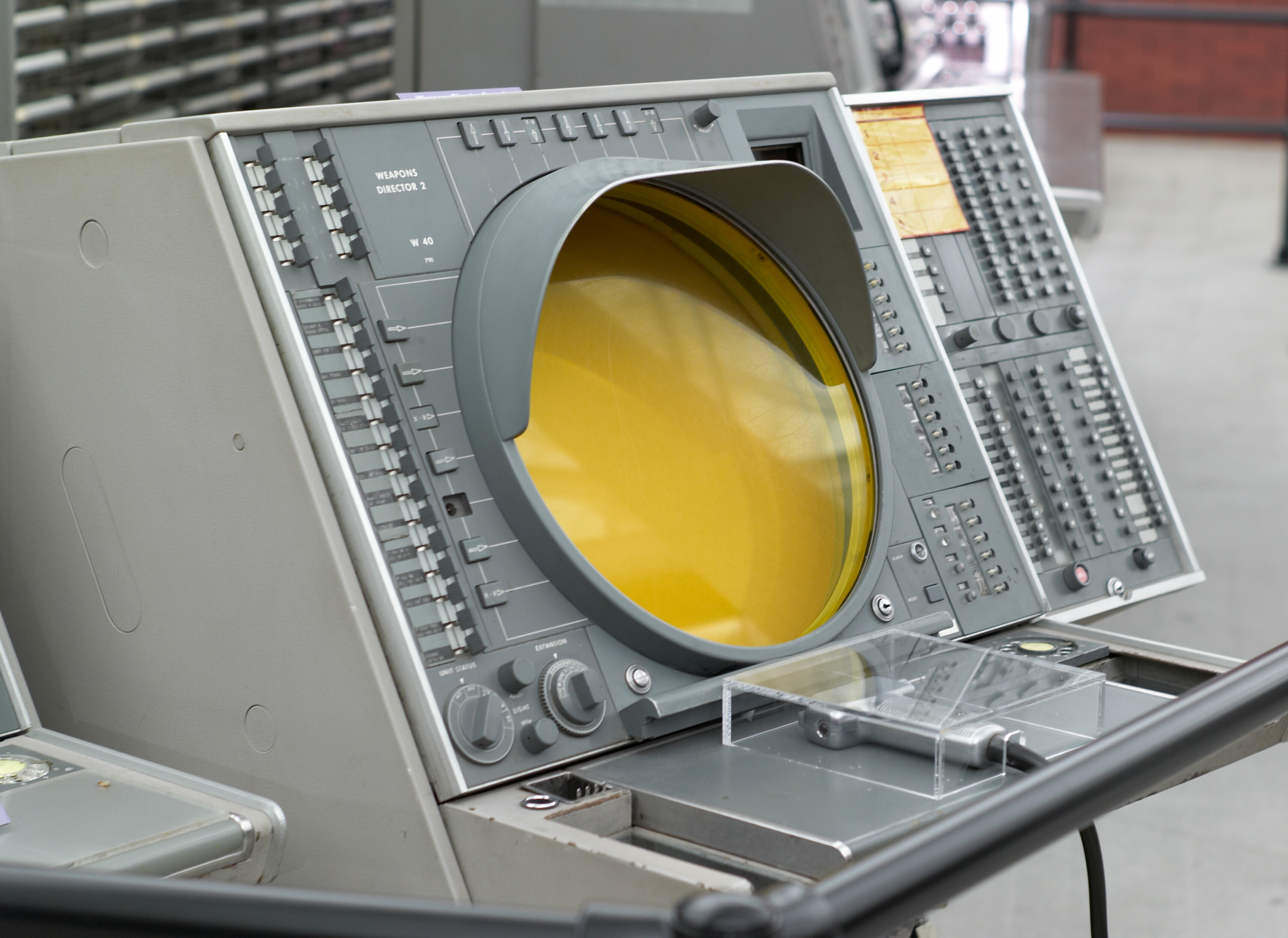
一个半自动地面防空系统的操作终端

20世纪50年代，在麻省理工学院，利克莱德致力于半自动地面防空系统（贤者系统），这是一个冷战时期的项目，目的是创建一个计算机辅助防空系统。贤者系统包括收集数据并将数据提交给操作员的计算机，然后操作员选择适当的响应。利克莱德是一名人体工学专家，这让他相信了人机界面的巨大潜力。

### 信息技术
利克莱德在职业生涯早期就对信息技术感兴趣。他的想法预示着图形计算、点击界面、数字图书馆、电子商务、网上银行和软件将存在于一个网络上，并在任何需要的地方迁移。就像万尼瓦尔·布什一样，利克莱德对互联网发展的贡献是由想法组成的，而不是发明。他预见到对具有简单用户界面的联网计算机的需求。
利克莱德在构思、资助和管理催生现代个人电脑和互联网的研究中发挥了重要作用。1960年，他关于“人机共生”的开创性论文预示了交互式计算，他继续资助分时系统和应用程序开发的早期努力，最著名的是道格拉斯·恩格尔巴特的工作，他在斯坦福研究所建立了增强研究中心，并创建了著名的在线系统，计算机鼠标就是在那里发明的。
他还为图书馆资源委员会做了一些开创性的早期工作，设想了未来图书馆的样子，他在1960年的论文中将其描述为“思维中心”。

#### 人机共生
在《人机共生》中，利克莱德概述了简化计算机与计算机用户交互的必要性。利克莱德被认为是控制论和人工智能(AI)的早期先驱，但与许多人工智能实践者不同，利克莱德从未觉得人类会被基于计算机的东西所取代。正如他在那篇文章中写道：“人会设定目标，提出假设，确定标准，并进行评估。计算机将完成必须完成的可程序化的工作，为技术和科学思维的洞察和决策铺平道路”。这种侧重于有效利用信息技术增强人类智能的方法有时被称为智力放大。

#### Project MAC
1962年至1964年期间，他担任ARPA信息处理技术办公室主任，他在麻省理工学院资助了Project MAC。一台大型主机被设计成可以同时由30个用户共享，每个用户坐在一个独立的“终端”上。

#### 全球计算网络
在构思和资助早期网络研究方面，利克莱德扮演了类似的角色，最著名的是阿帕网。1962年8月，在BBN的一系列讨论“星际计算网络”概念的备忘录中，他提出了全球计算网络的最早构想。这些想法包含了当今互联网的几乎所有东西，包括云计算。
在信息处理技术办公室的时候，他说服了伊凡·蘇澤蘭, 罗伯特·泰勒，和劳伦斯•罗伯茨，无所不包的计算网络是一个非常重要的概念。
1967年，利克莱德向卡耐基教育电视委员会提交了一篇名为《Televistas: Looking ahead through side windows》的论文。这篇论文描述了一种与电视“广播”模式的彻底背离。相反，利克莱德提倡双向通信网络。卡耐基委员会促成了公共广播公司的成立。尽管委员会的报告解释了这一点，“利克利德博士的论文是在委员会得出自己的结论之后完成的，”约翰逊总统在《1967公共广播法》的签署仪式上说，“所以我认为我们必须考虑新的方法来建立一个伟大的知识网络，它不仅是一个广播系统，而且是一个采用各种方式发送和存储个人可以使用的信息的系统。”
他在1968年发表的论文《The Computer as a Communication Device》阐述了他对网络应用的设想，并预测使用计算机网络来支持共同关心和协作的社区，而不用考虑位置。
Licklider协议是以他的名字命名的。